# غرناطة (مقاطعة)
مقاطعة غرناطة (بالإسبانية: Granada)‏ هي مقاطعة تقع في جنوب إسبانيا، في الجزء الشرقي من إقليم الأندلس المتمتع بالحكم الذاتي. تحدها مقاطعات البسيط ومرسية والمرية وجيان وقرطبة وومالقة والبحر الأبيض المتوسط (على الساحل الجنوبي لإسبانيا). عاصمتها مدينة غرناطة وتنقسم المقاطعة إلى 170 بلدية.
تبلغ مساحة المقاطعة 12,531 كـم2 (4,838 ميل2).  بلغ عدد سكانها 914678 اعتبارًا من 2019، يعيش حوالي 30 ٪ منهم في العاصمة، ويبلغ متوسط الكثافة السكانية 72.44/كم2 (187.6/ميل2).

## الجغرافيا
تقع مقاطعة غرناطة في جنوب إسبانيا تحدها من الشمال مقاطعة خاين، ومن الشمال الشرقي مقاطعة البسيط ومقاطعة مورسيا، ومن الجنوب البحر الأبيض المتوسط، ومن الشرق مقاطعة المرية، ومن الغرب مقاطعة مالقة ومقاطعة قرطبة.
تبلغ مساحة مقاطعة غرناطة 12.531 كم².

## الديموغرافيا
يبلغ عدد سكان مقاطعة غرناطة 924.550 نسمة عام 2011 (وفقاً للمعهد الوطني للإحصاء الإسباني).
فيما يلي قائمة أكبر البلديات من حيث عدد السكان (بتاريخ 1 يناير 2011):
1. غرناطة 240.099 نسمة
2. موتيرل 60.887 نسمة
3. المنكب 27.754 نسمة
4. أرميا 22.283 نسمة
5. باثـا 22.092 نسمة
6. لوشة 21.618 نسمة
7. ماراثينا 21.264 نسمة
8. وادي آش 20.375 نسمة
9. لا ثوبيا 18.412 نسمة
10. لاس غابياس 17.970 نسمة

## أعلام
- ماريا خوسيه مورينو